# Epiphora berliozi
Epiphora berliozi är en fjärilsart som beskrevs av Pierre Claude Rougeot 1947. Epiphora berliozi ingår i släktet Epiphora och familjen påfågelsspinnare. Inga underarter finns listade i Catalogue of Life.